# Безбородов, Николай Фёдорович
Никола́й Фёдорович Безборо́дов (1865—?) — русский военный  деятель, генерал-майор  (1919). Герой Первой мировой войны.

## Биография
В 1883 году после окончания Уфимского землемерного училища вступил в службу. В 1886 году после окончания Казанского военного училища произведён в подпоручики и выпущен в Астраханский местный батальон. В 1890 году произведён в поручики,  в 1898 году  в штабс-капитаны, в 1900 году в капитаны, в 1906 году в подполковники, в 1911 году в полковники.
С 1914 года участник Первой мировой войны, батальонный командир Псковского 11-го пехотного полка. В 1916 году произведён в полковники. С 1915 года командир 244-го Красноставского пехотного  полка. С 1916 года командир 242-го запасного пехотного батальона и полка. До 1917 года и.д. генерала для поручений при командующем войсками Казанского военного округа.
Высочайшим приказом от 5 мая 1915 года за храбрость награждён Георгиевским оружием :
11-го пехотного Псковского генерал-фельдмаршала князя Кутузова-Смоленского полка полковника Николая Безбородова за то, что 16-го августа, когда неприятельская пехота появилась с фланга в 300 шагах от полка, двиговшагося к д. Жерники, развернул быстро 2 роты своего батальона и тем дал возможность полку с батареями с ничтожными потерями пройти к д. Посадов
После Октябрьской революции 1917 года в составе белого движения на Востоке России, командир бригады 1-й стрелковой дивизии Народной армии. В 1919 году произведён в генерал-майоры. С 1920 года взят в плен красной армией.

## Награды
- Орден Святой Анны 3-й степени (ВП 1906)
- Орден Святого Станислава 2-й степени с мечами (1910; ВП 24.05.1915)
- Орден Святой Анны 2-й степени с мечами (ВП 13.05.1914; ВП 05.04.1915)
- Орден Святого Владимира 4-й степени с мечами и бантом (ВП 12.02.1915)
- Георгиевское оружие (ВП 05.05.1915)
- Орден Святого Владимира 3-й степени с мечами (ВП 06.10.1915)